# Miradouro da Rocha Alta (Quatro Ribeiras)
O Miradouro da Rocha Alta ou Miradouro da Canada dos Sousas (Quatro Ribeiras) é um mirante localizado na freguesia açoriana das Quatro Ribeiras, concelho da Praia da Vitória, ilha Terceira.
Este miradouro que se encontra na área de abrangência da Costa das Quatro Ribeiras, zona especial de conservação, oferece uma vista muito ampla sobre parte da costa norte da ilha Terceira e igualmente sobre o povoado das Quatro Ribeiras.
Por entre as reentrâncias da altaneira costa norte é possível ver-se o delinear da Baía das Quatro Ribeiras.